# Michail Jewlampjewitsch Perchin

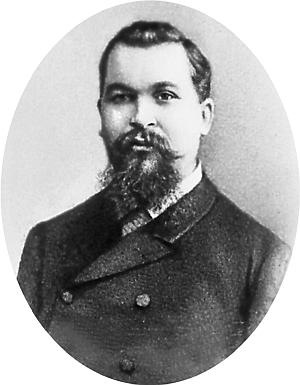
Michail Jewlampjewitsch Perchin

Michail Jewlampjewitsch Perchin (russ. Михаил Евлампьевич Перхин; * 1860 in Petrosawodsk; † 28. August 1903 in Sankt Petersburg) war ein russischer Goldschmied und Werkstattleiter in der Manufaktur von Peter Carl Fabergé.
Perchin war seit 1884 als Goldschmied-Geselle in der St. Petersburger Handwerkskammer eingeschrieben; ab 1886 war er Meister. Perchin war der bekannteste von Fabergés Werkstattleitern. Unter seiner Ägide entstanden die berühmten kaiserlichen Fabergé-Eier in der Zeit von 1885/1886 bis zu seinem Tode 1903. Mit Ausnahme des ersten kaiserlichen Prunk-Eis weisen alle unter ihm hergestellten Ostereier sein Zeichen auf. Trotz des Umstandes, dass er seine Ausbildung bei bäuerlichen Handwerkern absolvierte, wird sein Hauptwerk durch Stilelemente des europäischen Rokokos und des Louis-XV-Stils charakterisiert.